# Antonio David
Antonio David (Venezia, metà XIV secolo – Fano, luglio 1416) è stato un vescovo cattolico italiano.

## Biografia
Nacque nella parrocchia di Santa Maria Zobenigo da una famiglia agiata. Ebbe sicuramente una buona educazione e, iniziata la carriera ecclesiastica, fu ordinato sacerdote prima del 1375.
Desideroso di una vita contemplativa, fatta di povertà e penitenza, fu attratto dalle comunità eremitiche camaldolesi e agostiniane, ma anche dalla spiritualità francescana e dall'esempio di gesuati e domenicani. Fu quindi legato alla corrente fedele alla chiesa di Roma (erano gli anni dello scisma d'Occidente), ma al contempo critica nei confronti della decadente vita consacrata, nella quale emergevano personalità e cenobi quali Bartolomeo Michiel, Giovanni del Pozzo, Giovanni Contarini, gli eremitani di Santo Stefano, le eremitane di Sant'Andrea della Zirada, la certosa del Montello, i camaldolesi di San Michele in Isola. Era particolarmente vicino ad Angelo Correr, vescovo di Castello e poi patriarca di Costantinopoli, nonché ai Canonici Regolari di San Giorgio in Alga, coinvolti nel clima riformatore grazie allo sprone di Antonio Correr e Gabriele Condulmer.
Con l'elezione del Correr al soglio pontificio (come Gregorio XII), nel 1407 fu da questi nominato vescovo di Fano. Inizialmente il David rifiutò l'incarico, forse perché non si riteneva all'altezza, ma in seguito alle pressioni del papa accettò per ubbidienza. La consacrazione avvenne tra il luglio e il settembre 1408.
Non si conosce molto della sua attività alla guida della diocesi marchigiana. Alla fine del 1412 accolse il pontefice diretto a Rimini dai Malatesta, presso i quali si trattenne sino al concilio di Costanza che pose fine allo scisma. Frattanto l'antipapa Giovanni XXIII tentava di deporre il David sostituendogli Antonio Carbone, ma quest'ultimo non riuscì a raggiungere la sede episcopale vista la contrarietà del governo cittadino e del popolo.
Morto nel 1416, non è chiaro se il suo corpo sia stato traslato a Venezia e sepolto presso l'altare di Santa Caterina a Santo Stefano, come aveva indicato lui stesso nel testamento.